# Ana Galvão
Ana Galvão López (Madrid, 22 de junho de 1974) é uma radialista e apresentadora de televisão portuguesa.

## Biografia
Ana Galvão é filha do músico Johnny Galvão que se encontrava radicado em Espanha. A sua mãe era espanhola, cantora e fez parte do grupo Aguaviva. Em 1988 mudou-se para Portugal.
Com 18 anos iniciou a sua carreira no mundo da rádio, na RCL (Rádio Comercial da Linha), passando depois pela Rádio Marginal e Rádio Expo. Em 1998 integra o elenco da Antena 3. Na televisão passou por diversos programas como Riso, Mentiras e Vídeo, Top + e foi ainda repórter nos programas Só Visto e Portugal no Coração. Também foi co-apresentadora, juntamente com José Carlos Malato, do concurso Jogo Duplo. Apresentou Portugal no Festival Eurovisão da Canção 2010.
Em Outubro de 2015, lançou o seu mais recente projeto, um blogue sobre alimentação macrobiótica. Co-apresentou, ao lado de Nuno Markl, o programa "Animais Anónimos", na RTP 1.
Em 2017 mudou-se da Antena 3 para a Rádio Renascença, onde apresentou o programa "Tarde da Renascença". Em 2019 passa para as manhãs da rádio católica, juntando-se então a Carla Rocha e Joana Marques no programa "As Três da Manhã".
Atualmente continua no mesmo programa, mas apresentando com Inês Lopes Gonçalves e Joana Marques.
Em 2024 passou a apresentar na SIC Mulher o programa "Temos de Falar", ao lado de Bárbara Guimarães e Ana Garcia Martins.
Em 2025 participou na 5ª temporada do programa A Máscara, da SIC, disfarçada de "Máquina de Pastilhas".

## Vida pessoal
Galvão casou com o humorista, radialista e apresentador de televisão Nuno Markl em 3 de Setembro de 2010. O único filho do casal, Pedro, nasceu em 7 de junho de 2009. O casal admitiu publicamente que gostaria de ter mais um filho, o que não veio a concretizar-se.  Anunciaram a separação por mútuo acordo a 4 de março de 2016, embora nunca se tenham divorciado formalmente.